# Sidney Kibrick
Sidney Henry „Woim“ Kibrick (* 2. Juli 1928 in Minneapolis, Minnesota) ist ein US-amerikanischer ehemaliger Schauspieler.

## Leben und Karriere
Sidney Kibrick gab sein Filmdebüt 1933 an der Seite von Shirley Temple im Kurzfilm The Kid's Last Fight, worin ihn der Produzent Hal Roach entdeckte und für sein Studio verpflichtete. Im Januar 1935 war er erstmals in einem Film der Kleinen Strolche (Our Gang) zu sehen und sollte bis Dezember 1939 in zwei Dutzend Filmen der beliebten Kinderserie auftreten. Während er bei seinen ersten Our Gang-Auftritten meistens im Hintergrund und ohne Rollennamen blieb, verkörperte er ab 1937 eine größere Rolle als „Woim“, welcher als Handlanger und Sidekick des Schlägers Butch (Tommy Bond) fungiert. Butch und Woim wurden in zahlreichen Filmen als ständige Widersacher von Spanky und Alfalfa eingesetzt. Parallel zu seinen Auftritten bei den Kleinen Strolchen spielte der rothaarige, sommersprossige Kinderdarsteller auch in Langfilmen wie Denen ist nichts heilig (1937), Jesse James, Mann ohne Gesetz (1939) und Spring Parade (1940); hier blieb es aber üblicherweise bei winzigen Auftritten. 1943 zog sich der damals 15-jährige Kibrick nach über 40 Filmen aus dem Schauspielgeschäft zurück. Kibrick äußerte sich in späteren Jahren positiv über Zeit als Kinderdarsteller, zumal seine Gage von zeitweise 750 US-Dollar die Woche inmitten der Great Depression viel Geld gewesen sei.
Sein älterer Bruder war Leonard Kibrick (1924–1993), der ebenfalls als Kinderschauspieler in fast 50 Filmen auftrat. Sidney Kibrick arbeitete im Erwachsenenalter als Projektentwickler und Investor für Immobilien und entwarf unter anderem einen großen Park bei Palm Springs in Kalifornien. Er wurde durch seine Tätigkeit zum Multimillionär. 1999 und 2002 war er als Zeitzeuge an zwei Fernseh-Dokumentationen über die Kleinen Strolche beteiligt. Seit dem Tod von Robert Blake im März 2023 gilt er als der letzte lebende Mitwirkende der Filmreihe Die kleinen Strolche mit einer größeren Rolle darin.

## Filmografie (Auswahl)
- 1933: Out All Night
- 1933: The Bowery
- 1934: Buster Keaton als Lebensretter (Allez Oop, Kurzfilm)
- 1935–1939: Die kleinen Strolche (Our Gang, Kurzfilmreihe, 26 Filme), darunter der oscarprämierte Bored of Education
- 1937: Ordnung ist das halbe Leben (The Great O’Malley)
- 1937: Sackgasse (Dead End)
- 1937: Denen ist nichts heilig (Nothing Sacred)
- 1938: The Affairs of Annabel
- 1939: Jesse James, Mann ohne Gesetz (Jesse James)
- 1939: Everybody’s Baby
- 1940: Music in My Heart
- 1940: Pier 13
- 1940: Spring Parade
- 1940: Little Men
- 1942: Flight Lieutenant
- 1943: Keep ’Em Slugging